# Flagge der Republik Venedig

Flagge der Republik Venedig mit dem Markuslöwen

Die Flagge der Republik Venedig war, neben dem Wappen, eines der beiden Staatssymbole des Landes. Sie wurde bis zur Auflösung der Republik 1797 verwendet.

## Symbolik

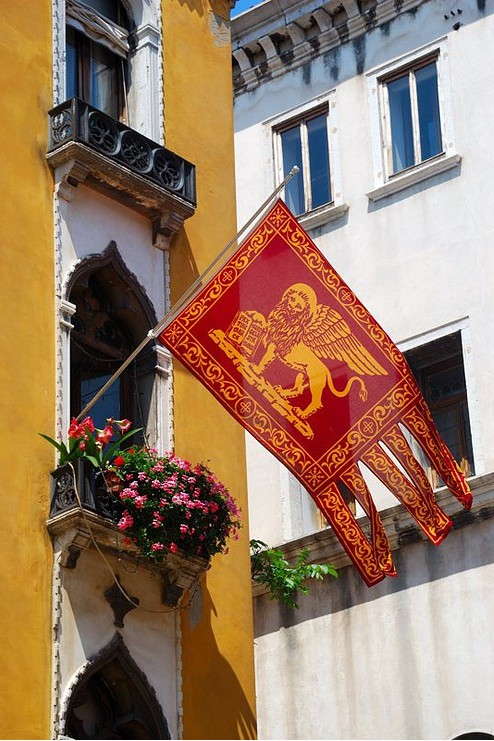
Diese Flagge ist den alten Flaggen der Republik Venedig nachempfunden.

Das zentrale Merkmal der Flagge war der geflügelte Löwe von San Marco mit einem offenen Buch. 
Die Bedeutung des Buches war: der Friede sei mit dir, Marcus, mein Evangelist. Dieser Satz stammt aus einer mittelalterlichen Legende, die besagt, dass ein Engel diesen Satz zu Marcus sagte, als dieser nach Rom ging. Einige Quellen sagen, dass das Buch auf der Flagge die Bibel ist. Da jedoch der obige Satz nicht aus der Bibel stammt, ist diese Behauptung unwahrscheinlich.

Die Kriegsflagge der Republik Venedig

Flagge der Stadt Venedig seit 1997

Die Bedeutung bzw. Definition der anderen Elemente auf der Fahne sind noch weitgehend unbekannt.
Im Unterschied zu dieser Flagge trägt der Löwe bei der venezianischen Kriegsflagge ein gezogenes Schwert. 
Auf der historischen Flagge basiert die aktuelle Flagge der Stadt Venedig und der italienischen Region Venetien.